# E-Prix di Tokyo
L'E-Prix di Tokyo è un evento automobilistico con cadenza annuale destinato alle vetture a trazione interamente elettrica del campionato di Formula E, tenuto a Tokyo, in Giappone. La prima gara della categoria è stata disputata il 30 marzo 2024, come quinta tappa valevole per la stagione 2023-2024 ed è stata vinta da Maximilian Günther su Maserati MSG Racing.

## Storia
Il 4 ottobre 2022, è stato raggiunto un accordo preliminare tra la Formula E ed il governo di Tokyo, e la governatrice Yuriko Koike, per disputare nella primavera del 2024 il primo E-Prix di Tokyo, nel corso della decima stagione della serie, anche per proseguire l'obiettivo della capitale giapponese verso il 2030 senza più auto a benzina. L'entrata nel calendario della capitale giapponese è stata poi ufficializzata il 20 giugno 2023, come quinta tappa del successivo campionato successivo.
Il circuito è stato costruito attorno al centro congressi Tokyo International Exhibition Center. Il layout del circuito è stato annunciato il 25 ottobre 2023.

## Albo d'oro
| Edizione | Tracciato                   | Vincitore          | Secondo        | Terzo       | Pole position  | Giro veloce        |
| -------- | --------------------------- | ------------------ | -------------- | ----------- | -------------- | ------------------ |
| 2024     | Circuito cittadino di Tokyo | Maximilian Günther | Oliver Rowland | Jake Dennis | Oliver Rowland | Maximilian Günther |